# Straßenbahn Koblenz
Die Straßenbahn Koblenz bestand von 1887 bis 1967. Charakteristisch für die Koblenzer Straßenbahn war, dass sie über große eingleisige Abschnitte verfügte und bis zu ihrer Stilllegung ausschließlich Rollenstromabnehmer benutzte. Betrieben wurde sie von der 1886 gegründeten und 2014 aufgelösten Koblenzer Elektrizitätswerk und Verkehrs-AG, kurz KEVAG.

## Geschichte

### Pferdebahn (1887–1901)
Die ersten Voruntersuchungen zum Bau einer Pferdebahn in Koblenz begannen 1883. Der Beschluss zum Bau von zunächst zwei Pferdebahnlinien wurde am 10. November 1884 gefasst. Zur Finanzierung des Projekts wurde daraufhin am 30. September 1886 die „Coblenzer Straßenbahn-Gesellschaft“ als Aktiengesellschaft gegründet. Sie startete mit einem Kapital von 125.000 Goldmark. Hauptaktionär war die Gesellschaft für elektrische Unternehmungen Ludwig Loewe & Co. aus Berlin.
Die Bauarbeiten begannen Anfang 1887, sodass bereits am 25. Mai 1887 die erste Pferdebahnlinie eröffnet werden konnte. Die 1,89 Kilometer lange Linie führte von der Schiffsbrücke am Rhein, wo sich heute die Anlegestelle der Passagierschiffe befindet, über den Görresplatz bis ans Löhrtor, nur wenige Meter vom Hauptbahnhof entfernt. Die Station am Startpunkt trug fortan den Namen „Rhein“. Wenig später wurde die Linie bis zum Hauptbahnhof verlängert. Die Linie fuhr in einem Zwölfminutentakt.
Am 18. Oktober 1887 wurde auch die zweite Linie zwischen Görresplatz und dem sogenannten Pappel-Rondell eröffnet, die noch im selben Monat bis zum Schützenhof verlängert wurde. In den Jahren 1890/91 wurden schließlich weitere Verbindungen geschaffen. So entstand eine Verbindung vom Hauptbahnhof zum Schützenhof, die später zunächst nach Laubach und Königsbach und dann nach Stolzenfels verlängert wurde. Der Abschnitt nach Stolzenfels wurde bis 1895 nur zwischen April und November betrieben; im Winter ruhte der Verkehr.
Ab 1890 fuhren ab Königsbach im Süden auch Güterwagen auf der Straßenbahnstrecke. Sie dienten vor allem zur Güterversorgung des Gaswerks und der Königsbacher Brauerei. Dieser Güterverkehr bestand bis 1904, als es schließlich auch einen Eisenbahnanschluss gab.
Als letzte Pferdebahnlinie ging am 18. April 1897 eine Linie nach Norden über die Mosel in Betrieb. Sie führte über die Balduinbrücke nach Lützel und von dort weiter bis Neuendorf. Damit erreichte das Koblenzer Pferdebahnnetz mit 12,13 Kilometern seine größte Ausdehnung.
Die letzte Pferdebahn fuhr am 27. Januar 1901, während bereits die ersten elektrifizierten Straßenbahnlinien verkehrten.

### Elektrische Straßenbahn (1899–1941)

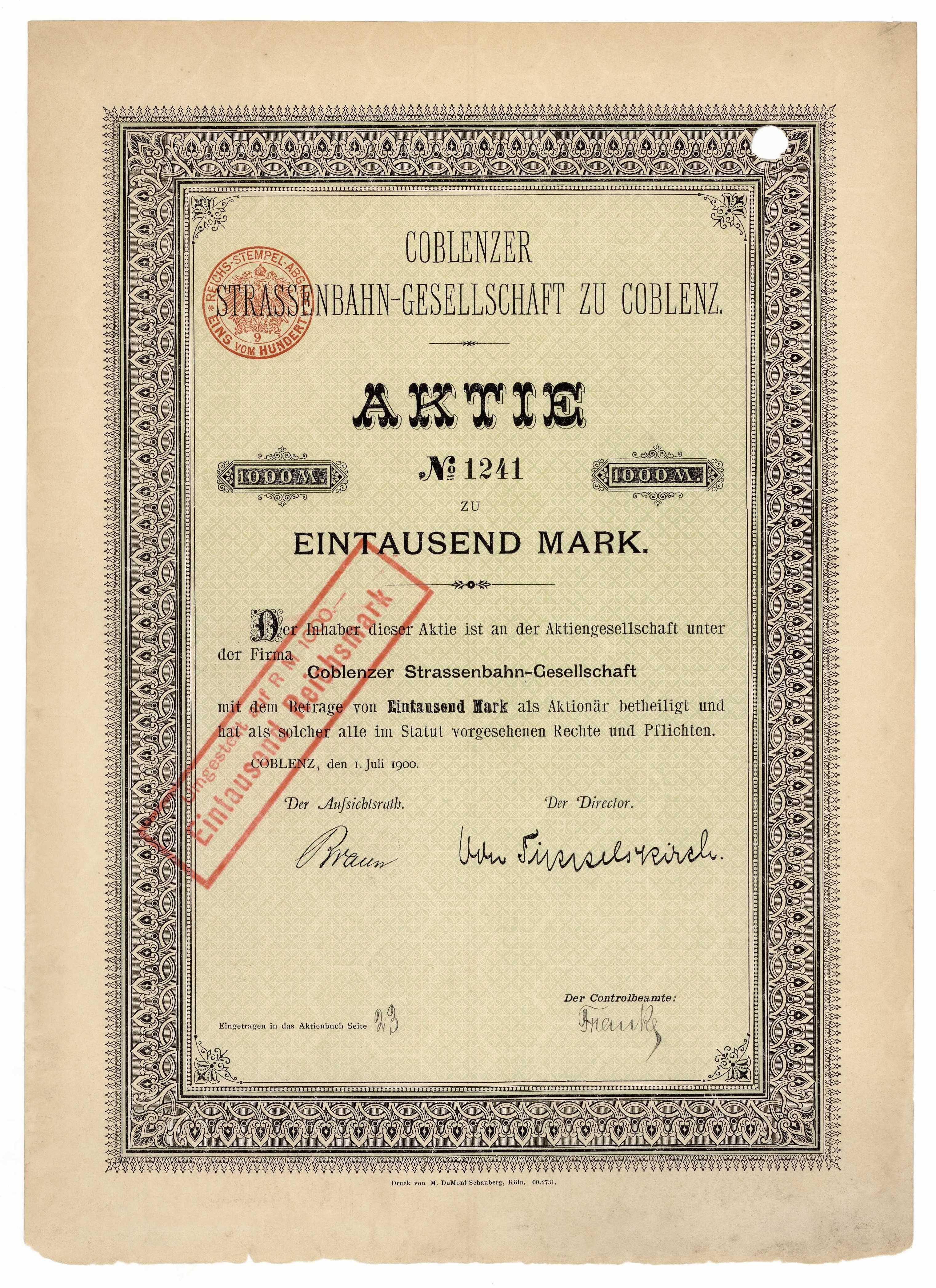
Aktie über 1000 Mark der Coblenzer Strassenbahn-Gesellschaft vom 1. Juli 1900

Bereits ab 1896 gab es Überlegungen zur Elektrifizierung, da wegen großer Ausbaupläne die Pferdebahn nicht mehr leistungsfähig genug erschien. Als bei der Planung einer neuen Linie die Entscheidung gefallen war, sie elektrisch ausführen, wurde ebenfalls festgelegt, auch alle vorhandenen Linien zu elektrifizieren. Die notwendigen Verträge wurden am 1. Oktober 1897 abgeschlossen. Daraufhin wurde zunächst das Elektrizitätswerk an den Schützenhof verlegt, wo ein neues Depot entstand. Von hier aus führte ab dem 17. Oktober 1899 die erste Elektrische in Koblenz bis zum Görresplatz, sodass die alte Pferdebahnstrecke aufgegeben werden konnte.
Am 8. August 1899 wurde das Netz um eine elektrische Linie erweitert und damit fortan erstmals eine Koblenzer Straßenbahnlinie über den Rhein in die rechtsrheinischen Stadtteile Pfaffendorf und Ehrenbreitstein betrieben. Dazu wurde die (ursprünglich als Eisenbahnbrücke errichtete) Pfaffendorfer Brücke mit einem Mehrschienengleis für unterschiedliche Spurweiten ausgestattet, während ein vorhandenes Gleis zunächst erhalten blieb. Beide Gleise wurden 1928 durch eine zweigleisige meterspurige Trasse ersetzt. Die Konzession zum Bau dieser Linie wurde 1898 erteilt.
Innerhalb der darauf folgenden zwei Jahre wurden die restlichen Pferdebahnstrecken auf elektrischen Betrieb umgestellt, die letzte zum 27. Januar 1901. Das elektrische Straßenbahnnetz hatte nun eine Länge von 18,15 Kilometern.
In den folgenden Jahren wurde das Koblenzer Straßenbahnnetz erheblich erweitert. Für die erste große Erweiterung wurde das Aktienkapital zunächst aufgestockt. Diese Erweiterung umfasste ein 14,3 Kilometer langes rechtsrheinisches Liniennetz. Als erste Teilstrecke dieses neuen Netzteils entstand am 8. März eine Zweiglinie über Niederberg zum Wallfahrtsort Arenberg. Daraufhin wurde das rechtsrheinische Netz stets erweitert: Am 1. März 1906 folgte eine Linie von Ehrenbreitstein nach Vallendar, zwischen dem 5. Mai 1902 und dem 17. Mai 1905 eine Verbindung nach Oberlahnstein über Horchheim am Rhein, ab dem 9. Januar 1906 eine Verlängerung von Vallendar aus bis Bendorf am Rhein und Sayn sowie am 11. Mai 1907 eine Linie nach Höhr-Grenzhausen, wobei der damals noch selbstständige Ortsteil Grenzhausen erst am 16. Juli 1910 angebunden wurde. In dieser Zeit entstand auch eine Straßenbahnlinie am Rhein entlang nach Niederlahnstein.
Zudem gingen am 17. Dezember 1903 eine neue Linie von Lützel entlang der Mosel nach Metternich und am 28. Februar 1902 auch die Strecke zur Gülser Fähre in Moselweiß in Betrieb.
1903 wurde in Vallendar ein neues Depot errichtet, sodass sich alle rechtsrheinischen Linien ein eigenes Depot teilten. Die linksrheinischen Linien nutzten hauptsächlich das Depot am Schützenhof. Später gab es ein weiteres Depot in Ehrenbreitstein.
Charakteristisch am Koblenzer Streckennetzwaren war der große Anteil an eingleisigen Strecken ins Umland. Diese erforderten zahlreiche Ausweichen. Nur ein kleiner Teil des Netzes war zweigleisig ausgeführt. Im Endausbau betrug die Streckenlänge 50,69 Kilometer.
1911 wurde über eine Erweiterung der in Arenberg endenden Strecke bis nach Ems nachgedacht. Die Stadt konnte die geforderte Bürgschaft von 100.000 Mark aber nicht leisten, sodass das Projekt zunächst auf 1915 verschoben wurde. Bedingt durch den Ersten Weltkrieg, der 1914 begann, kam es nicht mehr zu neuen Verhandlungen. In der Folge wurde das Projekt nicht wieder aufgenommen.
1912 begannen jedoch die Bauarbeiten für eine neue Strecke von Lützel nach Mülheim. Von dort sollte die Strecke zu einem späteren Zeitpunkt über Kettig nach Weißenthurm verlängert werden. Ebenfalls bedingt durch den Ersten Weltkrieg wurden die Bauarbeiten unterbrochen und nach Kriegsende nicht wieder aufgenommen. Pläne, die Koblenzer Straßenbahn mit der Neuwieder Kreisbahn zu verbinden sowie eine Strecke von Neuendorf nach Kesselheim wurden nicht verwirklicht.
Auch eine Verlängerung der Straßenbahnstrecke nach Oberlahnstein weiter bis Braubach wurde wegen des Ersten Weltkriegs verworfen und nie wieder aufgenommen. Darüber hinaus führte der Einzug der männlichen Arbeitskräfte wie in anderen Städten zu Fachkräftemangel im Straßenbahnbetrieb, weshalb mit der Zeit auch Frauen als Schaffnerinnen und zum Teil auch als Fahrerinnen eingesetzt wurden.
Zwar waren bis 1917 die Beförderungszahlen auf 19 Millionen jährliche Fahrgäste gestiegen, was mehr als doppelt so viele wie vor dem Krieg waren, aber der Materialmangel schadete auch der Straßenbahn. So musste zwischen Königsbach und Stolzenfels ein Abschnitt vorübergehend eingestellt werden, weil der Fahrdraht für die Rüstungsindustrie benötigt wurde. Diese Betriebspause dauerte bis zum 10. August 1932 an, da die Deutsche Reichsbahn auf die Aufhebung zweier niveaugleicher Kreuzungen im Verlauf der Strecke bestand.
Während der Inflationszeit zu Beginn der 1920er Jahre gab es zunächst weder Betriebsänderungen noch Streckenerweiterungen. Ein Tiefpunkt wurde 1923 erreicht, als wegen der horrenden Betriebskosten einige Strecken erneut stillgelegt werden mussten. Nach Ende der Inflationsjahre wurden die Strecken aber wieder schnell in Betrieb genommen.
Ende der 1920er Jahre konnten sogar Streckenerweiterungen in Betrieb genommen werden, unter anderem am 11. August 1928 eine neue Strecke vom Schützenhof auf die Insel Oberwerth. Andere Erweiterungen waren 1927 eine zweigleisige Verbindungsstrecke zwischen Hauptbahnhof und Friedrich-Ebert-Ring im Jahr 1927, eine Strecke von Niederlahnstein über die Lahn nach Oberlahnstein sowie eine Verlängerung von 128 Metern in Metternich. Nach diesen Verlängerungen erreichte das Koblenzer Netz mit 51,71 Kilometern seine größte Ausdehnung, wovon nur 4,19 Kilometer zweigleisig ausgebaut waren.
Durch eine geringe Trassenänderung im Koblenzer Süden konnte der Bahnübergang Schützenhof aufgegeben werden, sodass ab dem 16. Oktober wieder ein durchgehender Verkehr bis nach Stolzenfels möglich war. Wegen der Uneinigkeiten mit der Bahn waren über den Bahnübergang zwei Jahrzehnte lang nur Betriebsfahrten möglich gewesen.
Ab Mitte der 1930er Jahre beteiligten sich die Kreise Koblenz und Unterwesterwald am Betrieb der Straßenbahnen, da viele Linien aus der Stadt Koblenz hinaus in das Umland und somit in deren Zuständigkeitsbereich führten.

### Niedergang der Straßenbahn (1941–1967)

KEVAG-Streckenplan vom Mai 1965, inklusive der damals noch betriebenen Straßenbahnlinien

Der Zweite Weltkrieg wirkte sich ähnlich wie der Erste Weltkrieg aus. Zwar führte man noch kurz vor Kriegsbeginn Lichtsignale ein, aber infolge des Materialmangels konnten sie nur zum Teil genutzt werden. Materialmangel war auch der Grund für die erste Phase der Netzverkleinerung: Als Erstes traf es die Strecke von Vallendar nach Höhr-Grenzhausen am 17. Juli 1941. Die dortigen Gleisanlagen waren insbesondere durch den zeitweiligen Güterverkehr stark abgenutzt. Ersatzweise wurde eine Obuslinie eingerichtet, womit die Oberleitungsbus-Ära in Koblenz begann.
Nach den Luftangriffen auf Koblenz im April 1944 war das gesamte linksrheinische Netz lahmgelegt. Nach einem weiteren Angriff am 28. Dezember 1944 blieb das Unterwerk in Vallendar noch intakt. Das rechtsrheinische Netz konnte daher bis 1945 vorerst weiter betrieben werden. Durch die Sprengung der Rhein- und Moselbrücken war das Netz geteilt worden.
Im Juli 1945 wurde der Straßenbahnbetrieb auf dem Abschnitt Ehrenbreitstein – Vallendar wieder aufgenommen. Bereits im Oktober 1945 konnte von dort auch wieder weiter bis Bendorf gefahren werden. Gegen Jahresende wurde schließlich auch die Endstelle in Sayn erreicht. Ende des Jahres 1945 waren somit knapp 20 Kilometer des rechtsrheinischen Netz wieder befahrbar.
Am 14. Juli 1946 konnte linksrheinisch wieder die wichtige Achse Rheinstraße – Plan – Hauptbahnhof – Schützenhof in Betrieb genommen werden. Am 21. August desselben Jahres wurde auch wieder bis Stolzenfels gefahren. Nach dem Wiederaufbau der Balduinbrücke konnten 1949 auch wieder Metternich und Neuendorf angefahren werden.
Eine Verbindung zwischen dem linksrheinischen und dem rechtsrheinischen Netz blieb jedoch trotz Wiederaufbau der Pfaffendorfer Rheinbrücke aus, da keine entsprechenden Gleisanlagen errichtet wurden. In der Folge wurde das rechtsrheinische Netz bis Mitte der 1950er Jahre ganz auf Obusbetrieb umgestellt. Mittels der Pfaffendorfer Brücke gab es auch eine Verbindung per Obus der beiden Ufer, wodurch hier mit der Zeit zunächst die Linien zwischen Hauptbahnhof und Pfaffendorfer Brücke verdrängt wurden.
Dennoch erhielten 1956 die Linien 1, 2 und 3 bei der Umgestaltung des Bahnhofsvorplatzes in der Frankenstraße einen eigenen zweigleisigen Bahnkörper mit dreigleisiger Umsetzanlage direkt vor dem Hauptbahnhof.
Bedingt durch den Ausbau des Obusbetriebes begann nur kurze Zeit später der endgültige Niedergang der Koblenzer Straßenbahn. Am 3. September 1958 wurde zum letzten Mal Stolzenfels angefahren. Der Abschnitt bis Schützenhof blieb jedoch als Zufahrt zum Depot bis 1967 bestehen. Am 5. Mai 1961 verschwanden auch die Linien nach Metternich und Neuendorf sowie am 27. Oktober 1964 die Linie 6 nach Moselweiß. Als letzte Linien blieben vorläufig die Linien 1 und 2 durch die engen Straßen der Innenstadt in Betrieb und von dort bis zum Schützenhof und nach Oberwerth.
Am 19. Juli 1967 wurden die letzten beiden Linien der Koblenzer Straßenbahn endgültig eingestellt. Grund für die lange Galgenfrist war, dass die engen Straßen, teils Fußgängerzonen, zwar von Straßenbahnen, aber nicht von Omnibussen befahren werden konnten. Eine Weiterführung hätte jedoch hohe Sanierungskosten erfordert, was wirtschaftlich nicht tragbar erschien.
Der Obusbetrieb überdauerte den Straßenbahnbetrieb nur um etwa drei Jahre: Am 30. Oktober 1970 wurde er auch eingestellt. Seither fahren im Koblenzer Nahverkehr ausschließlich Omnibusse.

### Güterstraßenbahnen (1907–1927)
Von Anfang an fanden auf der Strecke nach Höhr auch Gütertransporte statt. Dabei wurden die Erträge der Tongrube Höhr zu einer Verladestation an den Rhein transportiert. Dazu gab es in Höhr ein ausschließlich für diesen Zweck angelegtes 800 m langes Anschlussgleis zur Grube sowie in Vallendar ein 265 m langes Gleis zur Rheinwerft. Jährlich wurden über die Güterstraßenbahn 20.000 bis 30.000 Tonnen transportiert. Dies bestand bis etwa 1927. Darüber hinaus beförderte die Koblenzer Straßenbahn ab 1911 in den Vororten auch Reisegepäck sowie Express- und Marktgut.
Einen besonderen Aufschwung erlebte die Koblenzer Güterstraßenbahn im Ersten Weltkrieg. Dabei wurden vor allem Asche und Schlacke aus den Kraftwerken transportiert. Dazu wurden teilweise Straßenfuhrwerke an die Straßenbahnfahrzeuge angehängt.

### Übersicht
| Jahr | Linie    | Strecke                                                                                              | Arte der Beförderung               |
| --- | -------- | --- | ---------------------------------- |
| 1887 | Linie 1  | Rhein – Moselbahnhof                                                                                 | Pferdebahn                         |
| | Linie 2  | Goebenplatz (heute Görresplatz) – Pappelrondell (heute Mainzer Straße Höhe Kaiserin-Augusta Denkmal) | Pferdebahn                         |
| | Linie 2  | Erweiterung bis Schützenhof                                                                          | Pferdebahn                         |
| 1890 | Linie 3  | Schützenhof – Laubach                                                                                | Pferdebahn                         |
| | Linie 3  | Erweiterung bis zu Königsbach                                                                        | Pferdebahn                         |
| 1891 | Linie 3  | Erweiterung bis Capellen - Stolzenfels                                                               | Pferdebahn/auch Gütertransport     |
| 1897 | Linie 4  | Am Plan – Neuendorf                                                                                  | Pferdebahn                         |
| 1899 | Linie 2  | Goebenplatz (Görresplatz) – Mainzer Str. – Schützenhof                                               | Umstellung auf elektr. Straßenbahn |
| | Linie 1  | Rhein – Plan – Löhrtor                                                                               | Umstellung auf elektr. Straßenbahn |
| | Linie 4  | Plan – Balduinbrücke – Lützel – Neuendorf                                                            | Umstellung auf elektr. Straßenbahn |
| | Linie 7  | Rheinbrücke – Ehrenbreitstein Bf. (Pendellinie)                                                      | Elektrische Straßenbahn            |
| 1900 | Linie 3  | Moselbahnhof – Schützenhof – Capellen/Stolzenfels                                                    | Umstellung auf elektr. Straßenbahn |
| 1901 | Linie 1  | Erweiterung: Löhrtor – Schützenhof                                                                   | Elektrische Straßenbahn            |
| | Linie 9  | Ehrenbreitstein Bf. – Niederberg – Arenberg                                                          | Elektrische Straßenbahn            |
| 1902 | Linie 7  | Erweiterung Ehrenbreitstein Bf. – Vallendar Bf.                                                      | Elektrische Straßenbahn            |
| | Linie 7  | Erweiterung: Hauptbahnhof – Ehrenbreitstein Bf.                                                      | Elektrische Straßenbahn            |
| | Linie 10 | Festhalle – Horchheim                                                                                | Elektrische Straßenbahn            |
| | Linie 10 | Erweiterung: Horchheim – Niederlahnstein                                                             | Elektrische Straßenbahn            |
| 1903 | Linie 5  | Plan – Metternich                                                                                    | Elektrische Straßenbahn            |
| 1904 | Linie 6  | Herz-Jesu-Kirche – Garnisonslazarett (Marienhof)                                                     | Elektrische Straßenbahn            |
| | Linie 6  | Erweiterung: Garnisonslazarett – Kemperhof                                                           | Elektrische Straßenbahn            |
| 1905 | Linie 6  | Erweiterung: Kemperhof – Gülser Brücke                                                               | Elektrische Straßenbahn            |
| 1906 | Linie 8  | Vallendar Bf. – Bendorf – Sayn                                                                       | Elektrische Straßenbahn            |
| 1907 | Linie 11 | Vallendar – Höhr                                                                                     | Elektrische Straßenbahn            |
| 1910 | Linie 11 | Erweiterung: Höhr – Grenzhausen                                                                      | Elektrische Straßenbahn            |
| 1928 | Linie 1  | Erweiterung: Schützenhof – Oberwerth                                                                 | Elektrische Straßenbahn            |
| 1933 | Linie 10 | Erweiterung: Niederlahnstein – Oberlahnstein                                                         | Elektrische Straßenbahn            |
| 1941 | Linie 11 | Vallendar – Höhr-Grenzhausen                                                                         | Umstellung auf Oberleitungsbus     |
| 1953 | Linie 7  | Pfaffendorfer Brücke – Vallendar Bf.                                                                 | Umstellung auf Oberleitungsbus     |
| 1954 | Linie 8  | Vallendar Bf. – Bendorf/Sayn                                                                         | Umstellung auf Oberleitungsbus     |
| 1956 | Linie 10 | Pfaffendorfer Brücke – Oberlahnstein                                                                 | Umstellung auf Omnibus             |
| 1958 | Linie 3  | Koblenz Hbf. – Kapellen Stolzenfels                                                                  | Umstellung auf Omnibus             |
| | Linie 9  | Ehrenbreitstein Bf. – Arenberg                                                                       | Umstellung auf Oberleitungsbus     |
| 1961 | Linie 4  | Plan – Neuendorf                                                                                     | Umstellung auf Omnibus             |
| | Linie 5  | Plan – Metternich                                                                                    | Umstellung auf Omnibus             |
| 1964 | Linie 6  | Herz-Jesu-Kirche – Moselweiß                                                                         | Umstellung auf Omnibus             |
| 1967 | Linie 1  | Rhein – Schützenhof                                                                                  | Umstellung auf Omnibus             |
| | Linie 2  | Rhein – Oberwerth                                                                                    | Umstellung auf Omnibus             |
| Die Liniennummern wurden nicht von Anfang an eingeführt. Sie dienen hier der allgemeinen Verdeutlichung. |          | |                                    |

## Liniennetz
In den 1930er Jahren wurden in Koblenz auf den seinerzeit 51,71 Kilometern insgesamt 11 Linien betrieben. Ab 1939 wurden sie mit arabischen Ziffern benannt, bis dahin waren es extern Linienfarben und intern römische Ziffern:
1. Rhein – Hauptbahnhof – Schützenhof – Oberwerth
2. Görresplatz – Mainzer Straße – Schützenhof
3. Hauptbahnhof – Laubach – Stolzenfels
4. Am Plan – Balduinbrücke – Neuendorf
5. Am Plan – Balduinbrücke – Metternich
6. Herz-Jesu-Kirche – Moselweiß – Gülser Fähre
7. Hauptbahnhof – Pfaffendorfer Brücke – Ehrenbreitstein – Vallendar
8. Hauptbahnhof – Pfaffendorfer Brücke – Ehrenbreitstein – Bendorf – Sayn
9. Bahnhof Ehrenbreitstein – Arenberg
10. Hauptbahnhof – Pfaffendorfer Brücke – Horchheim – Niederlahnstein – Oberlahnstein
11. Vallendar – Höhr-Grenzhausen

## Fahrzeuge

### Pferdebahn
Die Pferdebahn hatte insgesamt 25 Wagen. Davon waren nur wenige offene Sommerwagen; die Mehrzahl der Fahrzeuge war geschlossen. Es gab zwölf Sitzgelegenheiten auf Längssitzen.
Fast alle Pferdebahnwagen wurden nach Einstellung der Pferdebahn noch als Beiwagen bei der Elektrischen weiter benutzt. 1904 wurden jedoch bereits acht Wagen aus dem Verkehr gezogen, bis 1912 weitere fünf und 1925/26 noch einmal acht. Die letzten vier blieben bis 1939/40 Bestand und wurden zum Schluss nur noch als Arbeitswagen verwendet.

### Elektrische Straßenbahn
Die elektrischen Triebwagen waren allesamt Zweiachser mit sehr kurzen Radstand. Sie hatten ein Laternendach. Die Plattformen der ersten beiden Serien waren zunächst offen, wurden aber später unter Verwendung sehr dünner Stahlstreben verglast. Die Plattformem aller ab 1901 gelieferten Triebwagen waren von Anfang an halb geschlossen. Die Türen waren anfangs mit Gittern und halbhohen Blechen verschlossen, wurden aber später durch zweiteilige Falttüren ersetzt. Die Fenstereinteilung wechselte fast mit jedem Baujahr.
Die Anschaffung aller (neuen) Fahrzeuge erstreckte sich lediglich über einen Zeitraum von 15 Jahren, nämlich von 1899 bis 1914. Die jüngsten Wagen waren schließlich die 1951 aus Baden-Baden beschafften Triebwagen mit Baujahr 1916, die recht gut zum originalen Bestand passten. Somit waren bei Betriebseinstellung 1967 alle Triebwagen über ein halbes Jahrhundert alt.
Die ersten Wagen von 1899 stammten von der Waggonfabrik Carl Weyer erhielten die Betriebsnummern 26 bis 33. Diese erhielten 1905 neue Fahrgestelle, ebenfalls durch die Firma Weyer. Die neuen Wagen erhielten Nummern bis 48. Im Esten Weltkrieg wurden die Nummern 43–48 jedoch zu Beiwagen umgebaut. Die verbliebenen Triebwagen wurden 1928 umgebaut und erhielten ein Tonnen- statt des Laternendachs sowie neue Motoren und verglaste Plattformen.
Um 1900 wurden vier seitlich völlig offene Sommertriebwagen mit Quersitzen geliefert, was bei den deutschen Straßenbahnbetrieben eine Rarität war. Die Plattformen waren hierbei nur für das Fahrpersonal und einige wenige stehende Reisende vorgesehen. Einen Durchgang zu Wageninneren gab es von diesen Plattformen aus nicht. Sie erhielten 1908/1909 neue Wagengestelle. Die Fahrzeuge waren in Koblenz bis 1940 im Dienst und wurden dann ins polnische Łódź (unter deutsche Okkupation Litzmannstadt) abgegeben.
1901 und 1902 wurden zwei gleichartige Serien von insgesamt 24 Triebwagen geliefert. Diese waren im Innern mit Längssitzen ausgestattet und hatten erstmals werkseitig halbgeschlossene Plattformen. Diese waren zunächst jeweils von der rechten Seite fest verschlossen, sodass dort kein Einstieg möglich war. Später wurden sie jedoch so umgebaut, dass alle vier Einstiege mit Klapptüren verschlossen waren und das Laternendach entsprechend zur Stirnfront heruntergezogen werden konnte. Seitlich besaßen sie eine Fensterpartie mit dem Größenschema „klein-groß-klein“.
Die zwischen 1903 und 1905 beschafften 14 Triebwagen waren länger als ihre Vorgänger, wurden aber später ähnlich wie diese umgebaut. Sie hatten seitlich vier Fenster mit dem Größenschema „klein-groß-groß-klein“. Die erste dieser Wagen waren für die neue Strecke nach Metternich beschafft worden. Ab März 1953 wurden die noch vorhandenen Fahrzeuge dieser Bauart modernisiert und dabei unter anderem mit Teleskop-Schiebetüren ausgestattet.
1905, 1907 und 1909 wurden von der Waggonfabrik Weyer insgesamt elf Triebwagen in Abteilbauweise geliefert. Sie wurden vor Ort „Abteil-“, „Verwandlungs-“ oder „Allwetterwagen“ genannt. Sie besaßen in Querrichtung drei Abteile, die über ein äußeres Trittbrett und Schiebetüren in den Seitenwänden zugänglich waren. Das hatte den Vorteil, dass die Wagen bei höheren Temperaturen mit offenen Türen fahren konnten und quasi als Sommerwagen fungieren konnten. Alle Exemplare, die den Zweiten Weltkrieg überstanden, wurden später zu konventionellen Wagen umgebaut.
1907 wurde ebenfalls eine weitere kleine Serie mit vier herkömmlichen Triebwagen geliefert. Diese hatten ein auf der Fahrerseite heruntergezogenes Laternendach und die Fensteraufteilung „klein-groß-groß-klein“.
Die letzten sechs Neubauwagen wurden zwischen 1912 und 1914 geliefert. Sie verfügten über drei gleich große, relativ breite Fenster. Einige der Wagen besaßen Längssitze, die anderen Quersitze.
Fast alle Fahrzeuge der Koblenzer Straßenbahn waren bei Ausbruch des Zweiten Weltkriegs noch in Betrieb. Im Krieg wurden jedoch 15 Triebwagen und zwei Beiwagen zerstört. Als Ersatz dafür wurden, wie oben bereits erwähnt, 1951 Fahrzeuge aus Baden-Baden beschafft, jeweils für einen Stückpreis von 8.700 D-Mark. Diese wurden jedoch bis 1959 wieder ausgemustert.
Beginnend ab 1957 wurden durch Einstellung von Linien immer mehr Triebwagen überflüssig und daraufhin ausgemustert, größtenteils auch verschrottet. Zum Schluss waren noch 15 Triebwagen betriebsfähig, für die sich aber aufgrund des hohen Alters kein Käufer mehr fand.
Beiwagen waren nur im rechtsrheinischen Netz vorhanden. Daher gab es nur eine sehr geringe Stückzahl an Beiwagen. Insgesamt gab es zwölf offene Beiwagen, die nach 1902 gebaut worden waren und als Sommerwagen konzipiert waren, sowie vier geschlossene Beiwagen mit vier Fenster und nach konventioneller Bauart. Außerdem gab es sechs Abteilwagen. Ein weiterer Beiwagen entstand 1952 aus einem umgebauten Abteilwagen. Die letzten Beiwagen wurden 1954 verschrottet.
Triebwagen und Beiwagen wurden anfangs chronologisch nach ihrer Beschaffung nummeriert. 1952 wurde jedoch ein neues Nummernsystem eingeführt: Dabei erhielten Arbeitswagen die Nummern 1–18, Beiwagen die Nummern 9–17 und Triebwagen die Nummern 18–89.
Bei allen Triebwagen erfolgte die Stromabnahme bis zur Einstellung 1967 ausschließlich mittels Rollenstromabnehmer. Fahrzeuge mit Lyrabügel oder Scherenstromabnehmer gab es zu keinem Zeitpunkt im Koblenzer Netz. Die Kupplung der Wagen erfolgte mit Steckbolzenkupplungen.
Die Fahrzeuge waren alle elfenbeinfarben mit einem grünen Streifen. Bis etwa 1945 trugen die Wagen die Aufschrift Koblenzer Straßenbahn Gesellschaft, danach nur noch die Abkürzung KEV AG.

### Güterstraßenbahn
Für den Güterstraßenbahnbetrieb zwischen Höhr und Vallendar gab es vier relativ flache Gütertriebwagen. Die flache Bauform wurde gewählt, da sonst ein Passieren der niedrigen Bahnunterführung in Vallendar nicht möglich gewesen wäre. Zusätzlich gab es noch 14 Güterwagen. Nach der Einstellung des Güterbetriebs sollen einige Güterwagen noch für interne Zwecke genutzt worden sein.

## Erinnerung an die Straßenbahn

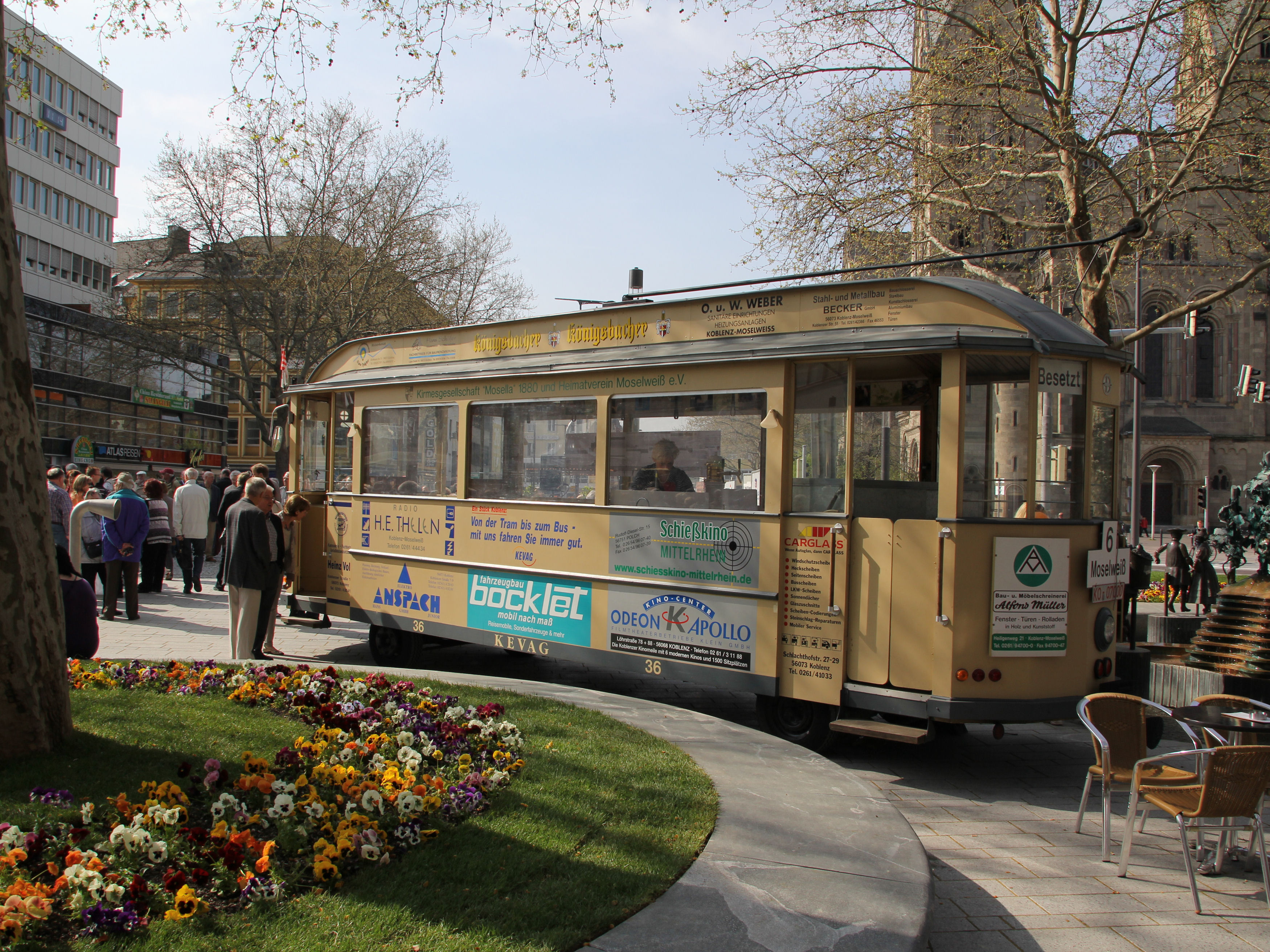
Straßenbahn-Nachbau zur Eröffnung der BUGA 2011

Zur 2000-Jahr-Feier der Stadt Koblenz wurde die Form des alten Straßenbahnwagens Nummer 36 auf einem VW-Bus nachgebaut. Schirmherr der Aktion war die Karnevalsgesellschaft Mosella. Das außergewöhnliche Fahrzeug hatte seine Jungfernfahrt am 16. Juni 1996.